# Corps communal des sapeurs-pompiers d'Alger
 (décembre 2020).
Si vous disposez d'ouvrages ou d'articles de référence ou si vous connaissez des sites web de qualité traitant du thème abordé ici, merci de compléter l'article en donnant les références utiles à sa vérifiabilité et en les liant à la section « Notes et références ».

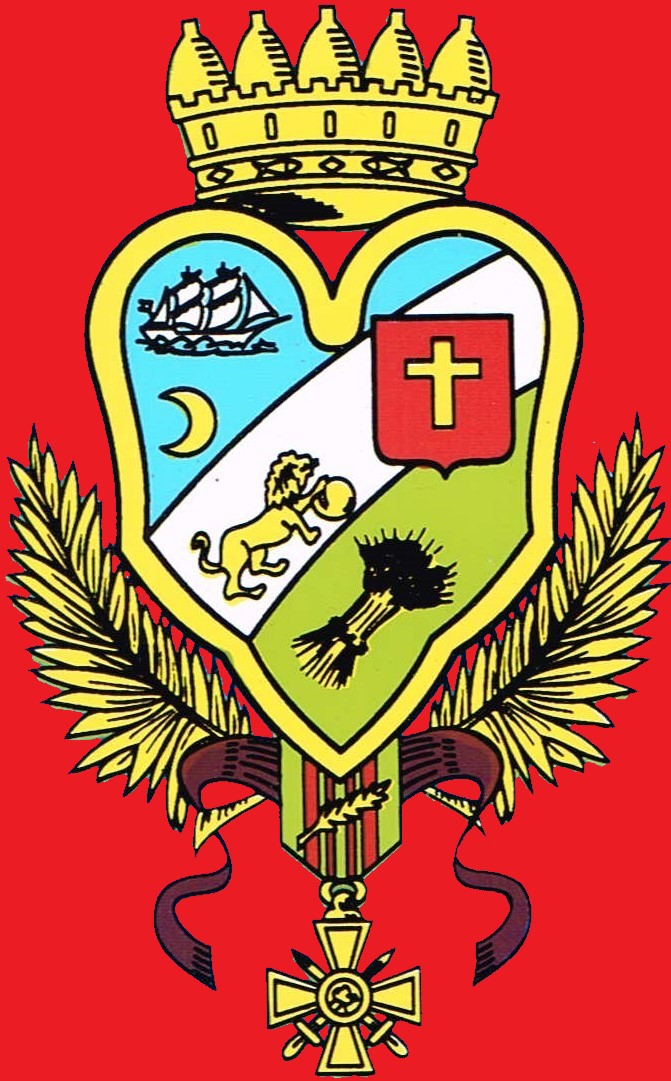
Armoiries de la Ville d'Alger, arborées sur les véhicules des Sapeurs-pompiers d'Alger.

Le Corps communal des sapeurs-pompiers d'Alger ou Bataillon des sapeurs-pompiers d'Alger est l'unité de sapeurs-pompiers qui assurait les services d'incendie et de secours de la ville d'Alger durant la période Française.
Ce corps, créé le 8 octobre 1832 comme une demi-compagnie de la garde nationale, évoluera jusqu'à devenir une subdivision de compagnie d'un corps de sapeurs-pompiers communal, corps qui a vu ses effectifs augmenter au fil du temps pour devenir une division puis finalement un Bataillon. Au vu de ses effectifs, de sa professionnalisation et de la modernité de son matériel, le Corps des sapeurs-pompiers d'Alger fut considéré à l'époque comme l'un des plus grands Corps de sapeurs-pompiers communal de France, placé 3e de France en 1932 après ceux de Paris et Lyon.
Cette unité française fut dissoute de fait le 5 juillet 1962 à l'indépendance de l'Algérie.

## Historique
La création du corps des sapeurs-pompiers d'Alger fait suite à la conquête de la ville par la France le 5 juillet 1830.
Afin d'assurer la sureté de la ville et des territoires d'Alger, la garde nationale d'Alger est créée par un arrêté le 13 juillet 1830, arrêté qui est complété par celui du 30 décembre 1830 portant sur la création de la garde nationale d'Alger ainsi que celui du 21 septembre 1832 du Commandant en chef de l'intendant civile. Le 8 octobre suivant, un nouvel arrêté organise, au sein de cette garde nationale, une demi-compagnie de sapeurs-pompiers. Celle-ci doit être composée d'au moins 60 hommes comprenant 3 officiers (un Lieutenant et deux Sous-Lieutenants).
Par la suite, la garde nationale d'Alger, est transformée en milice africaine le 28 octobre 1836. C'est au sein de cette dernière que les compagnies de sapeurs-pompiers sont finalement rattachées,.
Le 20 décembre 1844, une deuxième compagnie de sapeurs-pompiers est créée à Alger.
En 1845, on dénombre deux compagnies de sapeurs-pompiers au sein de la milice d'Alger composées (au 30 septembre 1846) de 8 officiers, et 150 sous officiers et miliciens sapeurs-pompiers. Ces deux compagnies étaient commandées par deux Capitaines, deux Lieutenants et quatre sous-Lieutenant. Ces dernières avaient en dotation 5 pompes à bras sur des chariots à bras.
Ces compagnies étaient composées de miliciens volontaires qui faisaient le service gratuitement. 
En 1852 la milice africaine est renommée milice algérienne.
Le 25 août 1871, à la suite des événements de la Commune, Thiers décide la dissolution des gardes nationales dans toutes les communes de France. La Milice algérienne ne fait pas exception. Bien que dissoute par la loi du 25 août 1871, son article 1er prévoit le maintien des corps de sapeurs-pompiers « jusqu'à ce qu'un règlement d'administration publique ait pourvu à l'organisation générale de ces corps ». Cette organisation des corps de sapeurs-pompiers n'interviendra qu'avec le décret du 29 décembre 1875 (rendu applicable en Algérie par le décret du 2 février 1876  ). Les corps de pompiers armées purent conserver leur armement (ce qui fut reconfirmé par le décret du 10 novembre 1903 sur l'organisation des corps de sapeurs-pompiers).
En 1876-1877 le corps était composé d'une trentaine de sapeurs-pompiers (Tous sapeurs-pompiers Volontaires et auxiliaires bénévoles) formant une subdivision de compagnie et était commandé par un Lieutenant. Ils étaient alertés par les chefs de postes (seuls Sapeurs-Pompiers de garde dans les postes) qui rappelaient les effectifs au clairon en passant dans les rues, obligeant les pompiers volontaires à quitter leur travail et à se rendre immédiatement sur les lieux du sinistre.
Le 15 juin 1883, le conseil municipal de la ville d'Alger délibère pour l'achat de 160 casques en cuivre modèle de la ville de Paris afin d'en équiper le corps en remplacement des anciens casques.
Vers 1884, la subdivision de compagnie renforcée de quelques unités se transforme en compagnie sous les ordres du Capitaine Chouquet[réf. nécessaire].
À la suite de la loi municipale du 5 avril 1884 qui prévoit l'organisation de la lutte contre l'incendie et les secours dans le cadre communal, le corps deviend, comme partout en France, un corps de sapeurs-pompiers exclusivement communal.
Le 14 juillet 1885, lors de la sortie de la promotion de la légion d'honneur (décret du 11 juillet 1885) et à l'époque du premier essor de l'antisémitisme en Algérie, un scandale éclate au sein de la compagnie de sapeurs-pompiers. En effet l'adjudant Jaïs Jacob venait d'être fait chevalier de la légion d'honneur, au titre de vingt ans de services dans la compagnie et en tant que doyen du conseil d'administration de la société des sauveteurs d'Alger. Le seul problème était que l'adjudant Jaïs n'avait pas 20 mais seulement 6 ans de services au sein de cette compagnie (il avait été incorporé le 1er avril 1879). Pour justifier de cela auprès de la grande chancellerie de la légion d'honneur, il avait détourné un certificat de complaisance fait par les officiers de la compagnie qui avait pour but d'atténuer les conséquences de poursuites correctionnelles qu'il avait encourues à la suite d'une rixe avec Victor Basset, le directeur d'un journal antisémite (Le Radical algérien). En réaction à cette nomination dans l'ordre de la légion d'honneur certains officiers de la compagnie, le Capitaine Mermet, chef de corps en tête, protestèrent auprès du Maire, des autorités et de la grande chancellerie de la légion d'honneur. D'autres officiers prirent fait et cause pour Jaïs Jacob et signèrent une pétition rappelant ses faits de bravoure. Le 26 juillet 1885, une partie de la compagnie se réunit à 8 h 30 et se rendit à la mairie en costume civil, leur fourniment sur le dos et le fusil à la bretelle afin de donner leurs démissions. Ils furent accueillis par les applaudissements de près de 2 000 personnes devant la mairie. À la suite de cette affaire, le ministre de l'intérieur, M. Allain-Targé avait demandé une enquête. La compagnie fut suspendue et dissoute par le préfet à la suite de la demande du maire d'Alger lors du conseil municipal du 27 juillet 1885. Finalement la légion d'honneur ne fut pas retiré à l'adjudant Jaïs mais le libellé de sa décoration fut modifié et la mention de ses 20 ans de services fut retirée,,.
La compagnie est dissoute en juillet 1885 et c'est le Capitaine Voinot qui a la charge de reconstituer et de réorganiser une nouvelle compagnie. Il prend la tête de cette dernière le 21 novembre 1885[réf. nécessaire].
En 1885, la compagnie compte 78 sapeurs-pompiers dans ses rangs. Le capitaine crée également une section de pupilles des pompiers (ancêtre des cadets et des Jeunes Sapeurs-Pompiers actuel) pour les enfants de 10 à 15 ans. Malheureusement la section est dissoute en 1885 par manque de financement.
À la suite du décret du 10 avril 1904, la commune d'Alger annexe la commune de Mustapha, ce qui provoque la dissolution des corps des sapeurs-pompiers d'Alger et de Mustapha ainsi qu'une augmentation de la population d'Alger. Il fallut donc recréer de manière officielle le corps des sapeurs-pompiers d'Alger avec les effectifs des deux anciens corps lors du conseil municipal du 17 novembre 1905, ce qui ne se fit pas sans poser quelques problèmes entre les pompiers et les officiers des deux anciennes compagnies, chacun voulant garder ses chefs, son commandement et ses prérogatives,. Le problème est tranché en augmentant les effectifs du bataillon afin d'assurer à chacun des officiers de garder ses fonctions et par la même occasion à chaque sapeur-pompier de garder son ancien commandement.
Les effectifs du corps sont portés à 251 hommes et le corps est transformé en Bataillon par l'arrêté gouvernemental du 2 décembre 1905. Ce bataillon est organisé en deux compagnies commandées chacune par un capitaine. L'effectif total est finalement porté à 254 hommes par l'arrêté préfectoral du 9 janvier 1906.
En 1905, six postes de sapeurs-pompiers seulement existaient pour toute la ville d'Alger: rue Constantine (ancien Campement), rue Bruce, faubourg Bab-el-oued, rue Molière, rue Meissonier et rue de l'Industrie.
Le 27 août 1912, à la suite d'un feu d'écuries dans le quartier Bugeau de Bab-el-Oued, des critiques se firent entendre quant au défaut d'organisation des sapeurs-pompiers d'Alger, retardant l'arrivée des secours et le manque de moyens modernes. Ces critiques réapparurent dans la presse, l'année suivante dans le journal Les Nouvelles du 2 mai 1913 à la suite du feu des voûtes de la rampe de Chasseloup-Laubat du 30 avril 1913.
En 1919, le Corps ne compte plus que 80 pompiers (à la suite des pertes de la grande guerre) et surtout est délaissé financièrement et matériellement par les pouvoirs publics. Cet état de fait amène les pompiers d'Alger à revendiquer un changement dans la gestion de leur unité,.

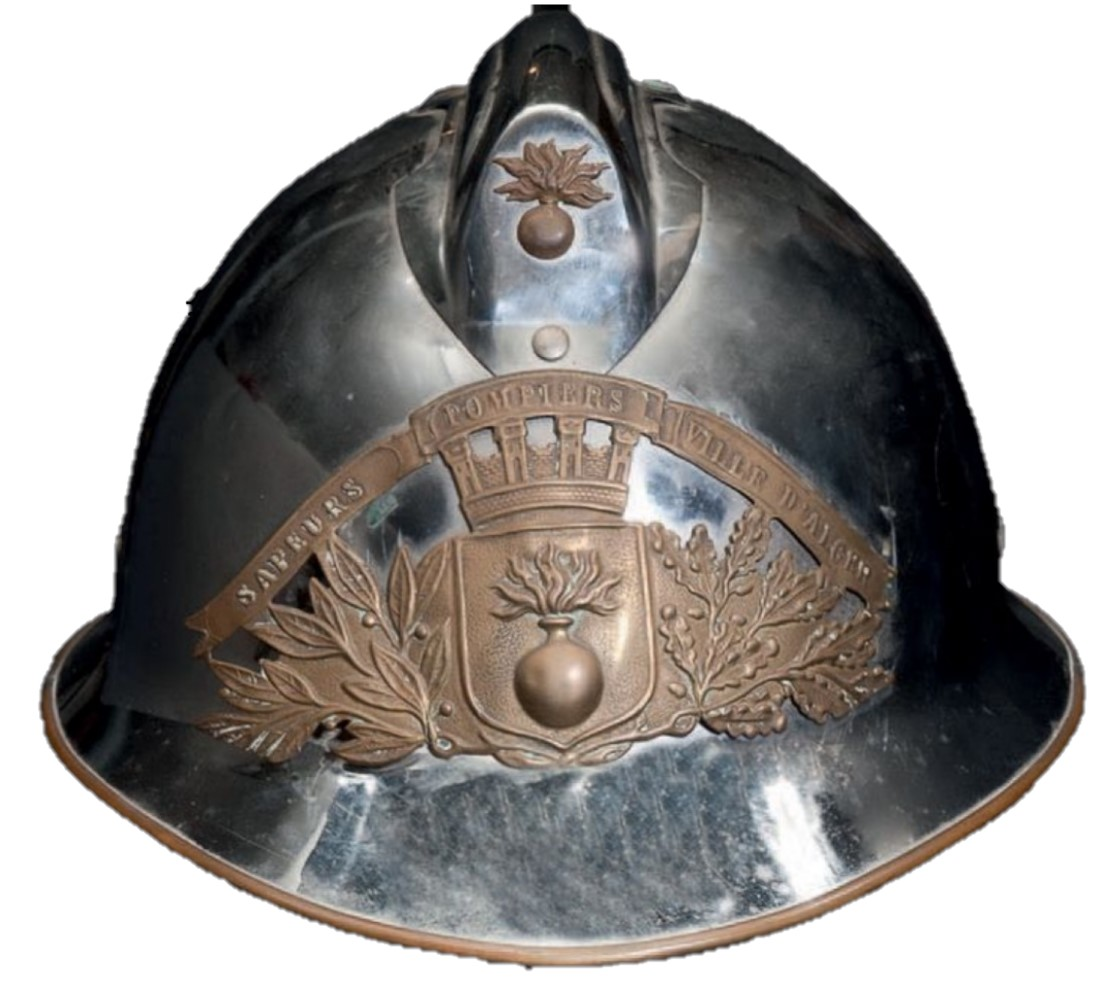
Casque en acier modèle 1933, Sapeurs-Pompiers de la Ville d'Alger. Casque qui a commencé à équiper les sapeurs-pompiers d'Alger en 1935.

En 1924, le conseil municipal de la ville d'Alger confie aux adjoints chargés des sapeurs-pompiers, M. Billon du Plan et M. Ardoino de moderniser le corps communal de sapeurs-pompiers de la ville dont l'organisation était vieillissante (6 postes pour toute la ville, un corps composé uniquement de sapeurs-pompiers volontaires non casernés et d'aucun sapeur pompier professionnel, et équipé de pompes à bras),.
C'est dans cette optique que le lieutenant René Brenet (adjudant major du bataillon des sapeurs-pompiers d'Alger ; ancien officier d'artillerie, breveté du régiment des sapeurs-pompiers de Paris, chevalier de la légion d'honneur), a accompli un stage à l'usine Renault, à Billancourt (section militaire automobile) en vue de l'étude du matériel destiné au bataillon d'Alger. Il a également été envoyé en mission auprès des principaux corps de sapeurs-pompiers de France pour étudier leur fonctionnement. Il fut par la suite l'un des artisans les plus actifs de la réorganisation sur des bases modernes du bataillon des sapeurs-pompiers d'Alger.
Cette modernisation ne tarda pas à produire ses effets avec le recrutement de sapeurs-pompiers professionnels (création de deux sections de sapeurs-pompiers professionnels par l'arrêté gouvernemental du 24 juin 1924) et l'achat de matériel moderne de lutte contre les incendies en 1924 (véhicule autopompe Renault 50 CV et auto-réservoir sur châssis Berliet, modèle CBA 9 de 22CV) qui furent stationnés au poste du Campement,.
À la multiplication des effectifs et des véhicules s'ajoute l'augmentation du nombre de postes (casernes) de pompiers dans la ville (de 3 postes en 1924, le nombre passe à 11 en 1932 et continue d'augmenter par la suite).
Dans les années qui suivirent la nette amélioration des secours se fit réellement remarquer par la population,.
En 1931, chaque compagnie est composée de pompiers bénévoles et d'une section dite d'active composée d'une cinquantaine de sapeurs-pompiers professionnels (sapeurs-pompiers professionnels ou permanents ) casernée soit au poste Bruce sur les quais (devenu caserne  Commandant Dangla en 1946) soit au poste Billard (devenu par la suite caserne Morard). En juillet 1932, le bataillon comporte en son sein 275 sapeurs-pompiers, dont 68 dans la section d'active. Ce nombre passe à 75 en 1935. Chaque jour, 12 sapeurs-pompiers de la section d'active se trouvent de chacun de ses deux postes principaux (1935).
En 1935, le corps dispose d'un budget annuel de 1 500 000 francs.
Du 2 au 5 juin 1930, à l'occasion du centenaire de l'Algérie française, les sapeurs-pompiers d'Alger ont l'honneur d’accueillir dans leur ville, le 45e congrès de la fédération des sapeurs-pompiers de France en parallèle de la 27e fête de la Fédération des sapeurs-pompiers d'Afrique du nord.
Durant la Seconde Guerre mondiale, les sapeurs-pompiers d'Alger assurèrent leur rôle dans la défense passive de la ville durant les combats et les bombardements de l'axe qui touchèrent la ville de 1942 à 1944.

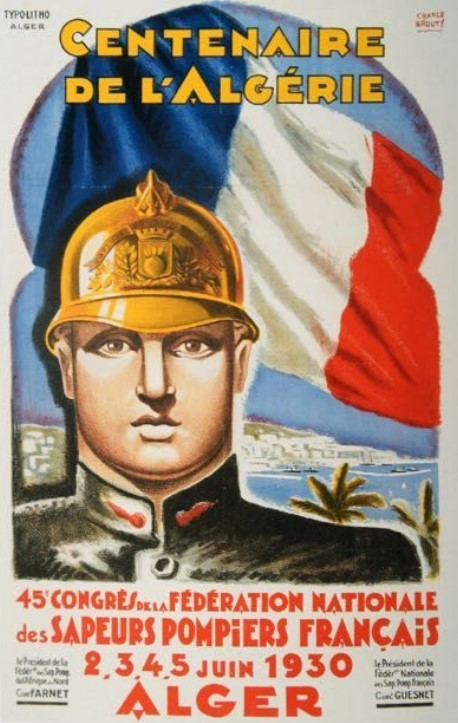
Affiche du 45e congrès de la fédération nationales des sapeurs-pompiers français le 2, 3, 4 et 5 juin 1930 à Alger.

À la suite d'une citation collective après de nombreux faits d'armes, le drapeau du Corps des sapeurs-pompiers d'Alger est décoré de la médaille pour Acte de courage et de dévouement par le décret du 4 janvier 1947. Cette distinction est remise au drapeau, le 4 mai 1947 dans la caserne Bruce.
En 1955, le Corps des Sapeurs-Pompiers d'Alger assure 2237 interventions (1675 transports de blessés, 109 asphyxiés, 553 incendies, sans compter les gardes au théâtre ainsi que la surveillance des navires lors du déchargement de matières explosives ou inflammables).
Durant la guerre d'Algérie (appelée alors les Évènements), les sapeurs-pompiers d'Alger sont sur tous les fronts lors des multiples attentats qui ensanglantent la ville d'Alger de 1954 à 1962.

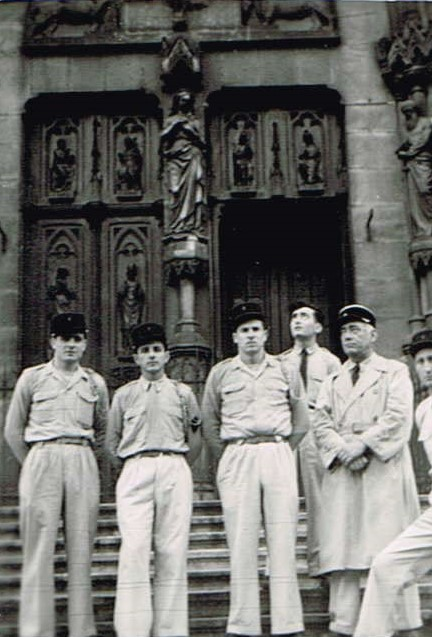
Délégation des Sapeurs-Pompiers d'Alger, à l'occasion de la finale nationale du PSSP, devant une cathédrale non identifiée juillet 1953.

Le corps est dissout de fait le 5 juillet 1962 à l'indépendance de l'Algérie. Le matériel et les hommes restants sont intégrés dans le nouveau corps municipal de Sapeurs-Pompiers d'Alger de l'Algérie indépendante, et ce jusqu’à la création du service national de la protection civile algérienne en 1964.

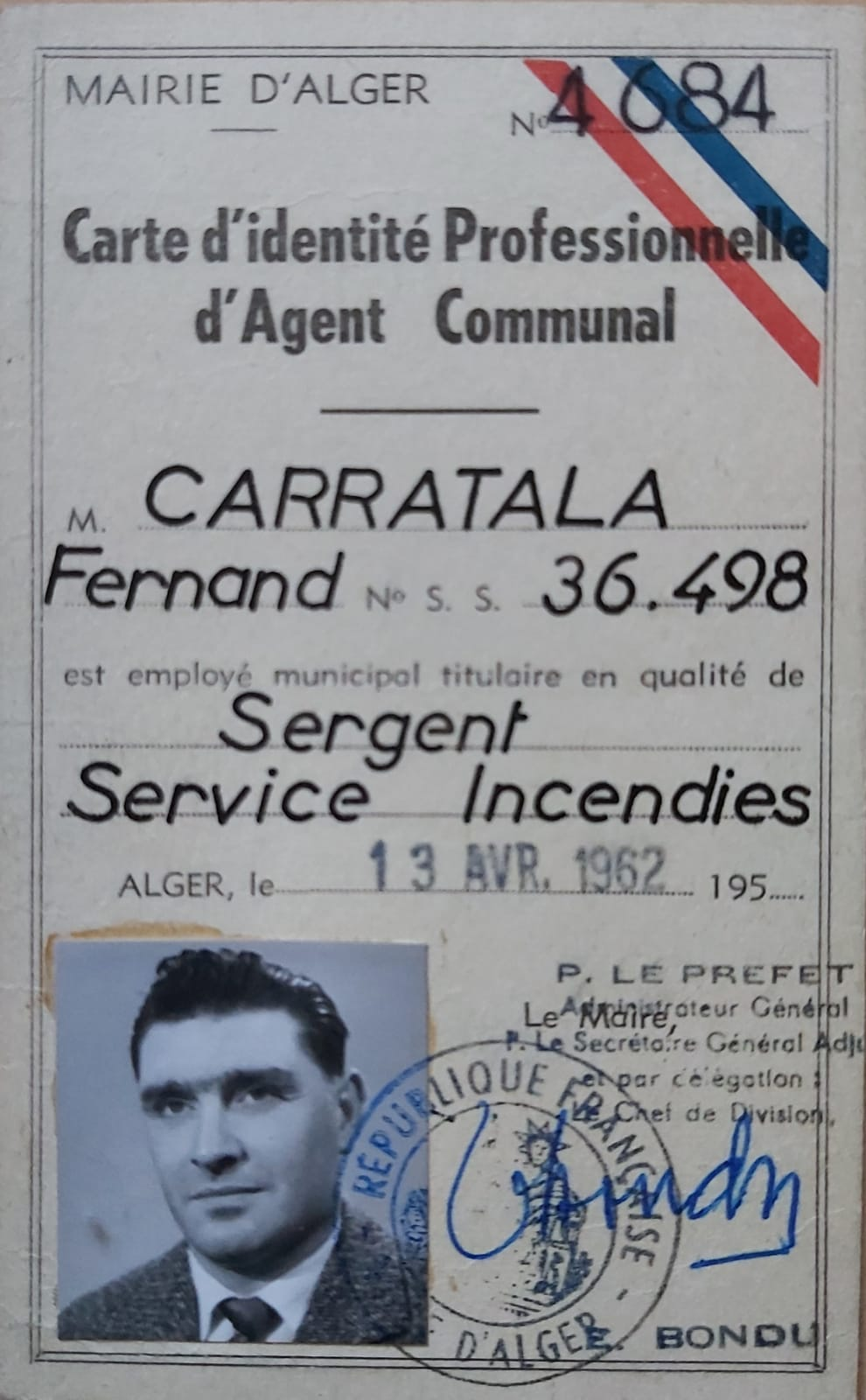
Carte d'identité Professionnelle de Sapeurs-Pompiers d'Alger du Sergent Carratala Fernand, 1962

## Casernes et postes de sapeurs-pompiers d'Alger
Au fil des années, afin d'optimiser l'organisation des secours dans la ville d'Alger et de réduire les délais d'intervention plusieurs casernes ou postes de pompiers sont implantés dans la ville.

### 1recompagnie
- Poste 13, rue Bruce (Créé vers 1876-1877), transformé en caserne (avant 1924) et qui devient la poste principal (la centrale) des sapeurs-pompiers d'Alger : Pouvant loger 15 pompiers avec leurs familles et 12 célibataires en dortoirs. En 1931, le poste a une section active de 71 hommes. La caserne prend le nom de « Commandant Dangla » en 1946, à la suite du décès accidentel de ce dernier, chef du corps des sapeurs-pompiers d'Alger.
- Poste rue Dupuch, qui commande le quartier d'Isly (qui a certainement remplacé le poste rue d'isly, dans une masure servant d'échoppe de cordonnier vers 1876-1877).
- Poste boulevard Gambetta (créé en 1913 dans l'école maternelle)[36]
- Poste rue Rovigo (poste secondaire)
- Poste rue Marengo[37]
- Poste rue de Châteaudun à Bab-el-oued (créé vers 1876-1877)

### 2ecompagnie
- Poste L.Billard (ancien président de la chambre de commerce d'Alger, institution qui a financé le poste). Poste louis Morard : poste des Pompiers des quais, sur l'arrière port de l'Agha, rue de Cherbourg, inauguré le 1er mars 1930, qui devient le deuxième poste principal d'Alger après le Poste Rue Bruce[38]. Devenu par la suite (avant 1949) le poste Louis Morard (président de la chambre de commerce))[39]. L'état-major et l'administration du Corps furent implantés dans cette caserne par la suite. C'est dans cette caserne que se fait l'instruction initiale des nouvelles recrues ainsi que l'entretien mécanique des véhicules.

- Poste rue Camille Desmoulins

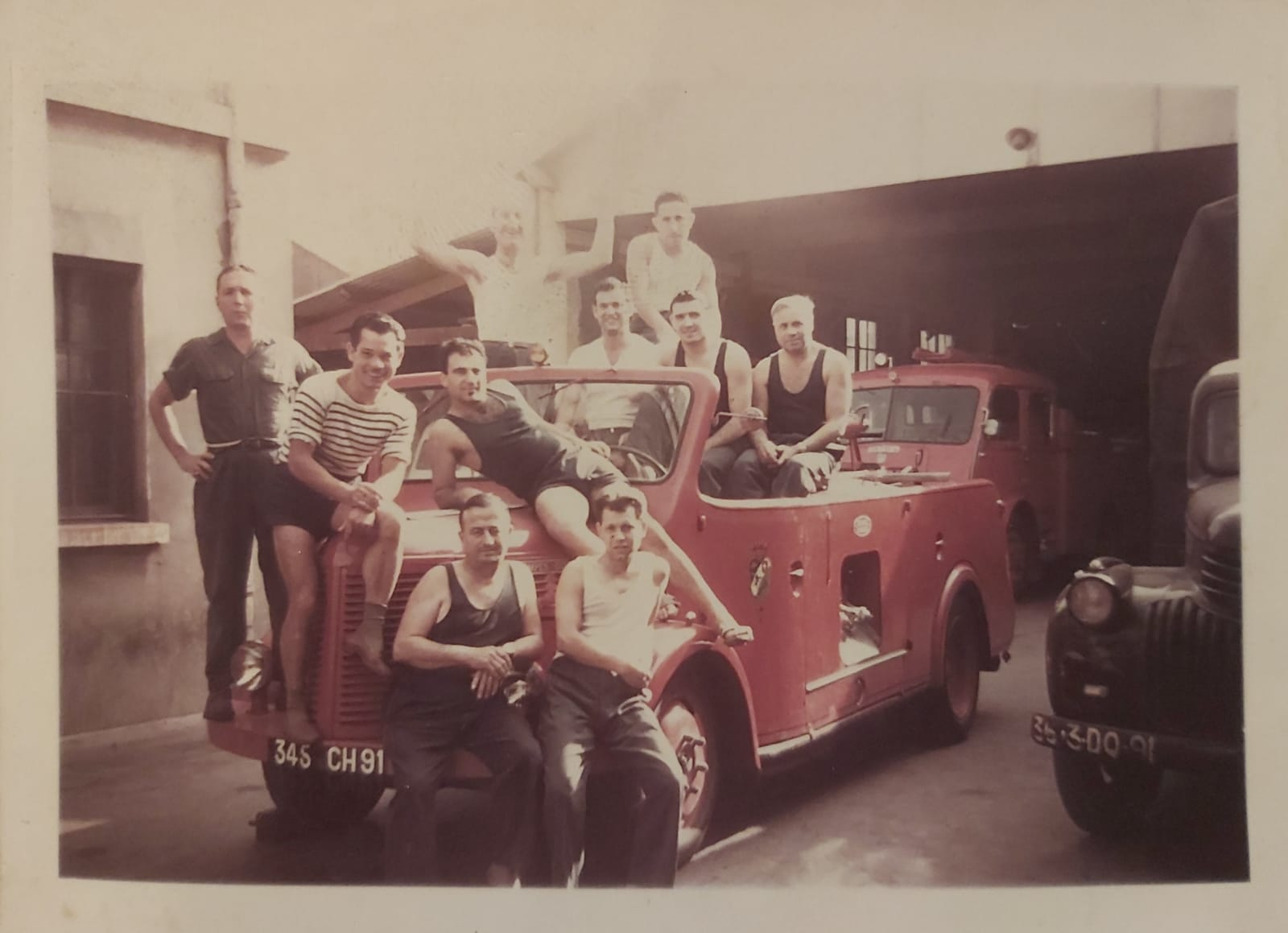
Photographie de Sapeurs-Pompiers de la ville d'Alger sur un Premier-secours Laffly de 1949.

- Poste rue Molière (déjà existant en 1926)
- Poste boulevard Bru
- Poste Ruisseau (créé en 1928[40])
- Poste rue Caussemille (créé en 1927[41])

### Par la suite d'autres postes et casernes furent créés
- Poste boulevard Laferrière (créé vers 1935)
- Poste Aux Abattoirs (pour le Ruisseau) (créé vers 1935)
- Poste de la cités des évacués (créé vers  1935)
- Caserne Vauban, dans un immeuble de la régie foncière, cité chemin de Vauban (créée le 1er mars 1939)[42],[43]
- Caserne Vauban, rue des Sports
- Caserne rue du Docteur Roux

En 1961, des postes couvraient tous les secteurs suivant: Bab-el-Oued, Saint-Eugène, Air-de-France, Delly-Ibrahim, El-Biar, Birkadem, Hussein-Dey, Ben-Aknoun et Maison Carrée

## Chef de corps des sapeurs-pompiers d'Alger
- Capitaine, de la compagnie de sapeurs-pompiers de la Milice d'Alger, François-Joseph Martin, arrivé à Alger en 1837, il a intégré la compagnie de Sapeurs-Pompiers de la milice d'Alger en 1838 et la quitta en 1871. Il fut nommé capitaine en 1848 et fut fait chevalier de la légion d'honneur en 1860[44], il également titulaire de nombreuses médailles dont une médaille d'or de 1er classe reçu en 1850. Il décéda à Alger le 17 janvier 1894[45].
- Capitaine, Commandant le Corps, Jean-François-Joseph Cardaire, décoré de la légion d'honneur par décret du 20 février 1880[46]. Il a intégré le corps vers 1843, officier depuis 1849 et Capitaine depuis 1870. Il fut nommé chef de corps le 11 Janvier 1877. A reçus de nombreuses blessures graves durant sa carrière. Titulaire de huit médailles et mention honorable (en 1880). S'est particulièrement distingué lors des incendies survenus à Alger en Novembre 1879[47]. (Toujours en poste en 1880)
- Capitaine, Commandant le Corps, Clément François André Mermet (En poste en 1882[48]). Le 28 novembre 1883, il fut nommé par arrêté préfectoral, inspecteur départemental des Sapeurs-Pompiers du département d'Alger. Fonction ayant été créée en France en 1875 et dont il est le premier à occuper la place dans le département d'Alger[49]. Chevalier de la légion d'honneur[50].
- Capitaine, commandant le Corps, Chouquet. Il commanda la compagnie jusqu'en 1885.
- Chef de Bataillon, Commandant, Henri, Louis dit Jules Voinot. Nommé à la tête de la Compagnie le 21 novembre 1885[45], poste qu'il occupera jusqu'à son décès le 28 juin 1913[51]. Il était également architecte des bâtiments civils du Gouvernement général d'Algérie. Chevalier de la Légion d'honneur[52],[53]. Il a eu la charge de reconstituer et de réorganiser la compagnie des sapeurs-pompiers d'Alger à la suite de sa dissolution. Décoré de l'ordre Tunisien de Nichan Iftikhar (le 20 Septembre 1890) et de l'Ordre de Saint-Stanislas de Russie (le 22 juillet 1897).
- Chef de bataillon, Commandant Louis-Jérome-Eugène Luccioni. Chef du service de l'état civil de la mairie d'Alger, il intégra la compagnie des Sapeurs-Pompiers d'Alger le 20 Octobre 1880. Il fut successivement Sous-Lieutenant en 1884, Lieutenant en 1901, Capitaine en 1906 (commandant la 1re compagnie [54]) et Chef de bataillon en 1913[55]. À sa retraite en Décembre 1926[56], il fut fait commandant honoraire du Bataillon des Sapeurs-Pompiers d'Alger[57]. Il était titulaire des médailles de sauvetage argent et or[58]. Il fut fait chevalier de la Légion d'honneur en par décret du 9 janvier 1914[59],[55],[60],[61]. Décoré de l'ordre Tunisien de Nichan Iftikhar.
- Chef de bataillon, Commandant Farnet, fut nommé à ce poste en Décembre 1926 et pris sa retraite en Juin 1942. Il fut également président et principal fondateur de la fédération des Sapeurs-pompiers d'Afrique du Nord[28],[62],[63],[64],[65].
- Chef de Bataillon, Commandant Perrin, nommé en Juin 1942[66]
- Chef de Bataillon, Commandant Dangla, âgé de 46 ans est mort accidentellement le 6 décembre 1946 en chutant dans une cage d'ascenseur alors qu'il inspectait l'auditorium du foyer civique avant une réception[67].
- Lieutenant Colonel François Subra[2],[68], ex Chef de Bataillon, Commandant le corps des Sapeurs-Pompiers d'Alger[69], Inspecteur départemental des Services de secours et de lutte contre l'Incendie du département d'Alger. Il fut nommé Lieutenant Colonel à titre honorifique par arrêté du délégué général du gouvernement en Algérie en date du 13 avril 1959 (nomination rendue possible par le décret 54-465 du 27 avril 1954, modifiant le décret du 13 août 1925 en créant le grande de Lieutenant colonel à titre honorifique pour les inspecteurs départementaux).

### Chef de corps de la compagnie de Mustapha (rattaché au corps d'Alger le 17 novembre 1905)
- Capitaine Jacquin, commandant la compagnie de Mustapha, i intégra la compagnie des sapeurs-pompiers d'Alger le 15 juin 1857. Il fut nommé lieutenant en 1872. En 1873, il passât à la compagnie de Mustapha. Compagnie qu'il commanda en tant que capitaine jusqu'à sa mort le 16 octobre 1902[70],[71].

## Personnels du service de santé du corps ayant marqué son histoire
- Médecin Commandant Brinta.
- Médecin Capitaine Soucy, médecin légiste communal d'Alger, combattant de la guerre 1914-1918, Grand-Croix de la Légion d'honneur, titulaire des médailles de sauvetage, des épidémies et du dévouement. Il fut créateur du poste des asphyxiés (Sapeurs-pompiers spécialisés dans les premiers secours à victime). Capitaine du Bataillon des Sapeurs Pompiers d'Alger, il assura son service pendant 40 ans. Son nom fut donné à l'infirmerie du Poste Morard le 24 juillet 1948[réf. nécessaire].

## Sapeurs-pompiers d'Alger morts en opération
En hommage aux sapeurs-pompiers d'Alger morts en faisant leur devoir, une stèle fut élevée dans le cimetière européen (Boulevard Bru) d'Alger au milieu du carré des Sapeurs-Pompiers. Ce monument aux morts était le lieu où les dépôts de gerbes se faisait en l'honneur des Sapeurs-Pompiers d'Alger tombés en faisant leur devoir à l'occasion des cérémonies patriotiques ou de la Toussaint,,.
Un carré des sapeurs-pompiers fut également créé dans le cimetière israélite d'Alger.

### Sapeurs-pompiers d'Alger morts au feu
- Sapeur Rode, mort dans l'incendie de la rue Sainte le 20 novembre 1879[75].
- Sapeur Coutolle, mort dans l'incendie de la rue Sainte le 20 novembre 1879.
- Sapeur Levadoux, mort dans l'incendie des voutes du Boulevard.
- Sapeur Pierre Drouillet dit Camille[76], de la compagnie de sapeurs-pompiers de Mustapha (compagnie qui fut fusionnée avec celle des sapeurs-pompiers d'Alger le 17 novembre 1905), qui trouva la mort lors de l'incendie du vélodrome de Mustapha au plateau de Saulière (Agha supérieur) le 8 octobre 1898. Le mur de la façade de l'édifice s'étant effondré en ensevelissant le sapeur Drouillet, qui décéda quelques instants plus tard[77]. Il fut enterré dans le cimetière Saint-Eugène, le 9 octobre 1898 dans le monument élevé par la ville d'Alger pour les sapeurs-pompiers morts au feu[78],[79],[80]. Son nom a été donné à l'ancienne rue du Languedoc de Mustapha (ville qui fut intégrée à Alger le 10 avril 1904) par le conseil municipal du 24 octobre 1898[81],[82],[83].

### Sapeurs-pompiers d'Alger morts de maladies où de blessures contractées en service
- Sapeur Cortès, qui succomba des suites d'un refroidissement contracté dans l'extinction de l'incendie des entrepôts Granwick en 1906[84].
- Sapeur Thomas De San Pedro, mort des suites de blessures reçues lors de l'incendie des entrepôts (voûtes) Sitgès en 1906. Il fut décoré à titre posthume d'une médaille de bronze pour acte de courage et de dévouement[85],[84].
- Sapeur Ribaud, mort le 3 juin 1893 des suites d'une maladie contractée lors de l'incendie de la rue Tanger. Il appartenait au Corps depuis 14 ans et avait été médaillé en 1888. Il venait de faire l'objet d'une seconde demande de décoration à la suite d'un triple sauvetage lors de l'incendie de la rue le Casbah[86].

### Sapeur-pompiers d'Alger morts pour la France

#### Guerre 1914-1918
Sources sur Pompier.fr
- Aimé Paul Amiaud, mort pour la France le 21 février 1915 à Zuydcoote (Nord)[88]
- Ernest Michel Armand, mort pour la France le 29 mai 1915 à Steenvoorde (Nord)[88]
- Antoine Borras, mort pour la France le 2 mai 1915 en mer[88].
- Julien Despeaux, mort pour la France le 24 février 1915 à Gerardmer (Vosges)[88]
- Henri Febrer, mort pour la France le 9 mai 1915 à Nieuport (Belgique)[88]
- Antoine, Ferdinand Gerby, mort pour la France le 18 mai 1916 à Esnes-en-Argonne (Meuse)[88]
- Nicolas Paolillo, mort pour la France le à Verdun (Meuse)[88]
- Aimé, Hippolyte Perret, mort pour la France le 8 mai 1915 à Mayenne (Mayenne)[88]
- Denis, Auguste Roux, mort pour la France le 12 juin 1918 à Vacquemoulin (Oise)[88]
- André, Jacques Soreda, mort pour la France le 12 janvier 1917 à Bar-le-Duc (Meuse)[88]
- Victor, Eugène Teillon, mort pour la France le 11 avril 1917 à Dihovo (Serbie)[88]
- Prosper, Henri Umhoefer, mort pour la France le 9 mai 1915 à Nieuport (Belgique)[88]
- Ulysse, Victor Zimber, mort pour la France le 1er janvier 1915 à Hermaville (Pas-de-Calais)[88]

#### Guerre 1939-1945
- Sapeur Lucien Charles Ellul, mort pour la France le 5 juin 1940[89]. Son nom a été donné à la salle de repos de la Caserne Morard le 24 juillet 1948[réf. nécessaire].

## Interventions importantes du Corps
- 14 octobre 1836 : Incendie de l'Intendance, intervention dans laquelle le Caporal Nyer Barthélemy des Sapeurs-Pompiers de la milice d'Alger s'est particulièrement distingué. Il fut proposé pour une médaille de courage et dévouement qu'il a obtenue le 3 juin 1838, signée par le roi Louis-Philippe[4].
- Incendie de la rue Sainte, où les sapeurs Rode et Coutolle trouvèrent la mort, 20 novembre 1879
- Incendie du théâtre de la Perles, 21 et 22 novembre 1879
- Incendie du théâtre d'Alger qui fut totalement détruit et qui fit une vingtaine de victimes, 20 mars 1882 [90]
- Feu du vélodrome de Mustapha au plateau de Saulière (Agha supérieur). Incendie où le sapeur Drouillet de la compagnie de Mustapha, trouvera la mort en luttant contre le feu, 8 octobre 1898[77],[79]
- Effondrement de l'immeuble de M. Cause rue Belfort à Bab-el-Oued, ensevelissant plusieurs maçons sous les décombres, 14 novembre 1902[91]
- Inondation à Maison-Carrée nuit du 14 au 15 décembre 1902[92]
- Incendie des entrepôts de bois de la société Granwick. Le feu dura plusieurs jours. Le sapeur Cortès succomba beaucoup plus tard des suites d'un refroidissement contracté dans l'extinction de l'incendie. 17 décembre 1904[93],[84]
- Incendie des entrepôts (voutes) Sitgès. L'incendie fit deux victimes le jour même. Le sapeur-pompier San Pedro décéda en février 1906 des suites de blessures reçues durant ce dernier. 7 et 8 décembre 1905 [85],[94],[95],[84],[96]
- Incendie d'écuries dans le quartier Bugeau de Bab-el-Oued, 27 août 1912[97]
- Incendie des voûtes de la rampe de Chasseloup-Laubat (dit Incendie des Voutes du Boulevard) où plusieurs sapeurs-pompiers d'Alger furent grièvement blessés, 30 avril 1913[98],[99],[19],[100]
- Feu du bateau à vapeur L'Aurore qui était ancré dans l'arrière-port de l'Agha. Le capitaine Eigle, le sergent Zerbini et le caporal Marco furent blessés durant le sinistre, 3 octobre 1913[101]
- Feu rue Koechlin qui a duré 4 jours, 1922[102]
- Incendie du château des Deux-Moulins à Saint-Eugène, 11 février 1924[103]
- Incendie de trois grands docks et entrepôts, rue Auguste-Hardy quartier du Hamma à Alger, 19 avril 1926[104]
- Explosion d'une fabrique d'artifices, au Frais-Valon, lieu-dit Beau-Fraisier, cinq morts étaient à déplorer, 9 octobre 1926[105],[106]
- 29 août 1929 : Effondrement d'un immeuble, rue des Consuls à Alger, faisant 57 morts. Les sapeurs-pompiers d'Alger travaillèrent pendant plus de 100 heures sur les lieux afin de dégager les victimes des décombres[107],[108].
- Incendie de la scierie mécanique Bellapart-Satora, rue Lafontaine, terrain Perragut à Bellecourt, 14 novembre 1930[109]
- Tempête qui a dévasté le port, la ville et les environs d'Alger, 18, 19 et 20 décembre 1930[110]
- Feu de l'usine de bouchons Joan, Johnson et Turner à Hussein-Dey, le 23 août 1933
- 1942 : Bombardement de la ville d'Alger par les forces de l'Axe.
- 9-10 septembre 1954 : Tremblement de terre d'Orléanville, du 9 au 19 septembre 1954, tous les matins 20 hommes et un officier des sapeurs-pompiers d'Alger se relayèrent (par avions) pour déblayer les décombres et secourir les victimes. Tous volontaires pour participer aux secours durant leurs jours de repos.
- 30 septembre 1956 : Attentat du Milk-Bar, attentat à la bombe perpétré par le FLN et qui a fait 3 morts et 60 blessés parmi les clients du bar, essentiellement des femmes et des enfants. La première ambulance à arriver sur les lieux fut celle de Fernand Carratala[111].
- 1956-1958 : Incendie d'un puits de pétrole dans la région de In Amenas (proche de la frontière tunisienne dans le Sahara), plusieurs détachements des sapeurs-pompiers d'Alger se sont relayés sur place.
- Fusillade de la rue d'Isly le 26 mars 1962
- 7 juin 1962 : Attentat de l'université d'Alger, le feu s'est déclaré dans la bibliothèque de la faculté d'Alger à la suite d'un attentat de l'OAS (3 bombes au phosphore). Le sergent Carratala qui était chef d'agrès du premier engin d'incendie sur les lieux a été menacé pendant l'intervention par les membres du commando de l'OAS, un des membres du commando lui ayant mis un pistolet sur la tête pour l'empêcher de faire éteindre le feu par les pompiers sous ses ordres. Une fois le commando de l'OAS parti, il a pu faire mettre en manœuvre les lances de son engin pour débuter l'extinction de la bibliothèque, qui a malheureusement brûlé pour une très grande partie[111].

## Musique des sapeurs-pompiers d'Alger
Les sapeurs-pompiers d'Alger avait déjà une musique en 1882. Cependant la création officielle d'une musique municipale des Sapeurs-Pompiers fut décidée au cours des conseils municipaux du 13 novembre 1896 et du 19 février 1897. À la demande du capitaine Voinot, il fut demandé que les 35 membres de la musique soient intégrés au sein de la compagnie de sapeurs-pompiers. Ce fut chose faite à la suite de l'arrêté préfectoral du 1er avril 1897. À compter de ce jour, la musique (connue également sous le nom de Clique ou l'harmonie des Sapeurs-Pompiers d'Alger), représente le corps lors des cérémonies patriotiques et événements particuliers,,.

## Section sportive des sapeurs-pompiers d'Alger (S.S.S.P)

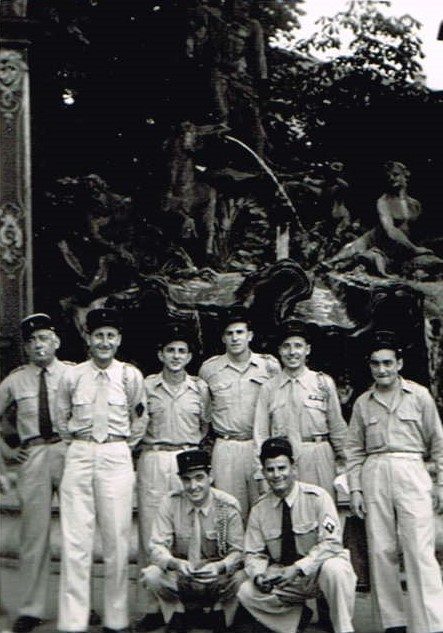
Délégation des sapeurs-pompiers d'Alger, à l'occasion de la finale nationale du PSSP, devant la fontaine Amphitrite de Nancy, juillet 1953.

La Salle d'éducation physique du corps des sapeurs-pompiers d'Alger a été créé en 1930 par le Capitaine Farnet, dans un ancien entrepôt place du gouvernement et un Terrain de Sport en plein air a également été créé au sein du Poste Billard (devenu par la suite la caserne Morard).
Ces installations marquèrent le début de l'enseignement sportif au sein du Corps.
La Section Sportive des Sapeurs Pompiers d'Alger fut créée avant 1925 sous le nom de section sportive de l'amicale des Sapeurs-pompiers d'Alger. Association qui représenta le Corps des Sapeurs-pompiers d'Alger dans de nombreuses disciplines sportives comme la gymnastique, la Boxe, le basket-ball, le football et dans les fameuses compétitions du Parcours Sportif des sapeurs-pompiers (P.S.S.P., créé le 26 octobre 1949 par un arrêté signé conjointement par le ministre de l'Intérieur et le ministre de l’éducation Nationale).

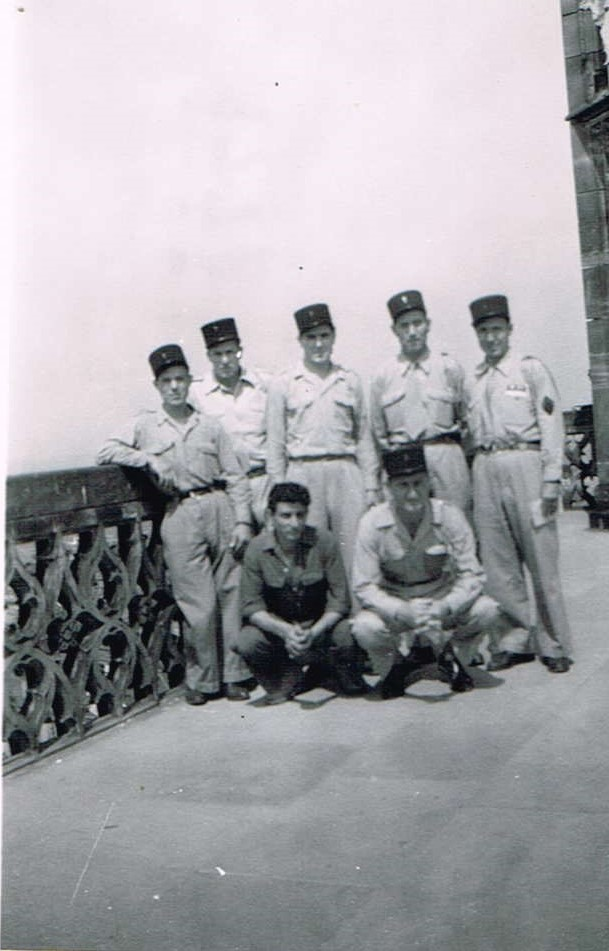
Délégation des Sapeurs-Pompiers d'Alger, à l'occasion de la finale nationale du PSSP, sur la cathédrale de Strasbourg juillet 1953

## Véhicules ayant équipé le corps des sapeurs-pompiers d'Alger
- échelle Gugumus à trois plans sur roues, de 22 mètres à traction hippomobile acquise en 1907, adaptée pour la traction automobile en 1924. (Stationné au campement, rue de Constantine dans les années 1920)[118]
- Véhicule autopompe 1924 : Renault 50CV, tonne de 600 litres d'eau, refoule 80 m3/h. Armée par 10 hommes.
- Auto-réservoir : Châssis Berliet, modèle CBA 9, 22CV, une tonne de 4 500 l. Peut emporter 18 hommes. (Stationné au campement, rue de Constantine dans les années 1920)
- Cinq moto-pompes pouvant passer dans les rues de la casbah (dont deux achetées vers 1924).
- Voiture de reconnaissance Incendie Renault type torpédo commercial, 6 CV gréée en premier secours (1930)
- Auto-pompe hydro-chimique à incendie, Bouillon frères (1930), 11 CV, fonctionnant à l'eau et à la mousse d'un débit horaire de 75 m3.
- Auto-pompe Renault (1930)
- Moto-pompe Somua de 90 CV, 6 cylindres, pompes de 325 m3 d'eau par heure à 5500 bars (1932)[1]
- Auto-pompe de premiers secours 10 CV (débit 60 m3/h)
- Auto-pompe de premiers secours 20 CV (débit 100 m3/h)
- Tonne Pompe de premiers secours 15 CV réservoir de 2 000 l (débit 80 m3/h)
- Tonne Pompe de premiers secours 20 CV réservoir de 3 200 l (débit 100 m3/h)
- Auto-pompe de 27 CV (débit 300 m3/h)
- Deux Side-Car 9 CV, gréé incendie pour les feux de cheminée
- Une auto ambulance pour le transport de blessés
- Moto-Pompe hydrochimique (eau et mousse), 10 CV, (débit 60 m3/h)
- Quatre bateaux-citernes munis de moteur 35 CV, pour lutter contre les feux de navires
- Delhahaye 84 Premiers secours 1932
- Delahaye 103/140 Premiers secours 1936
- Laffly Premier secours, 1939
- Auto Laffly, 6 cylindres, tonnes de 500 l d'eau, et de deux grosses lances, reçue en août 1949[119]
- Fourgon Pompe Tonne (FPT) Berliet GLB 19B de 1951, Le Berliet FPT offre une cabine double, 4 portes, 6 places. Il transporte 2 500 litres d'eau et 925 kg de matériel, dont une pompe Berliet PA 82 de 60 m3/h, d'un dévidoir de 80 m de tuyaux de 22 mm et de deux dévidoirs mobiles à l'arrière avec 200 m de tuyaux de 70 mm. Une échelle double est placée sur le toit.